# Van Gend & Loos vs. holenderska administracja celna
Orzeczenie nr 26/62 Trybunału Sprawiedliwości z 5 lutego 1963 r. wydane w trybie prejudycjalnym na wniosek holenderskiego sądu administracyjnego, orzekającego w sporze pomiędzy spółką NV Algemene Transport - en Expeditie Onderneming van Gend & Loos a holenderską administracją celną.

## Stan faktyczny
Przedsiębiorstwo Van Gend & Loos dokonało importu pewnej ilości substancji chemicznej (formaldehydu) z Niemiec na terytorium Holandii. Poprzez zmianę klasyfikacji substancji, została ona obciążona przez holenderskie służby celne podwyższoną opłatą. Spółka uiściła opłatę, zdecydowała się jednak na dochodzenie jej zwrotu. Przed sądem powołała się na sprzeczność krajowych przepisów celnych z art. 12 Traktatu EWG (obecnie art. 30 TFUE): "Państwa Członkowskie powstrzymują się we wzajemnych stosunkach handlowych od wprowadzania nowych ceł przywozowych i wywozowych lub opłat o skutku równoważnym oraz od podwyżek takich ceł i opłat między nimi obowiązujących."
Sąd rozpatrujący sprawę zwrócił się do Trybunału Sprawiedliwości z pytaniem o rozstrzygnięcie, czy podmiotom prawa przysługują na podstawie art. 12 uprawnienia podlegające ochronie sądowej. Innymi słowy, pytanie dotyczyło kwestii bezpośredniego stosowania prawa wspólnotowego przez sądy krajowe i możliwości ochrony sądowej praw indywidualnych powstałych z mocy tego prawa.

## Treść wyroku
- Wspólnota stanowi nowy porządek prawnomiędzynarodowy, na rzecz którego państwa członkowskie ograniczyły w określonym zakresie swoje suwerenne prawa. Podmiotami tego porządku prawnego są zarówno państwa członkowskie, jak i ich obywatele.
- Prawo wspólnotowe, niezależne od ustawodawstwa państw członkowskich, nie tylko nakłada na jednostki zobowiązania, lecz może być również źródłem uprawnień dla tych jednostek.
- Uprawnienia nie muszą być nadane wprost w traktacie, lecz powstają one również na skutek zobowiązań, które Traktat nakłada w ściśle określony sposób na jednostki, państwa członkowskie oraz instytucje wspólnotowe.

Trybunał dla uzasadnienia swojego stanowiska odwołał się do celu Traktatu EWG, jakim jest utworzenie wspólnego rynku, wpływającego na sytuację zarówno państw, jak i ich mieszkańców; a także do preambuły Traktatu, która odnosi się nie tylko do rządów, ale do narodów i obywateli. 
Ponadto Trybunał ustalił zasady określania, kiedy dany artykuł może być bezpośrednio stosowany. Należy wziąć pod uwagę, czy ustanawia on jasną i bezwarunkową normę; czy nakłada na określone podmioty obowiązek podjęcia lub zaniechania działania; wreszcie czy może nadawać się do stosowania bez konieczności wprowadzania (przez ustawodawcę krajowego lub wspólnotowego) dodatkowych środków. Przepis należy interpretować zgodnie z duchem, systematyką i brzmieniem Traktatu.

## Komentarz
Orzeczenie miało fundamentalne znaczenie dla ustanowienia zasady bezpośredniej skuteczności prawa wspólnotowego. Rozszerzyło ono ochronę praw jednostek, które zyskały możliwość powołania się na normy prawa wspólnotowego przed sądami krajowymi. 
Trybunał podkreślił także specyfikę porządku prawnego  Wspólnoty, wskazując na jego autonomiczny charakter. 
Wskazuje się także, że orzeczenie miało wpływ na kształtowanie zasady bezpośredniego stosowania prawa wspólnotowego, która umożliwia oparcie rozstrzygnięcia sprawy przez sąd krajowy w oparciu o przepis wspólnotowy.
Rozstrzygnięcie stanowi przykład wkładu Trybunału w tworzenie prawa wspólnotowego. Zasada ta nie została zapisana w akcie prawa pierwotnego, jednakże przeniknęła do podstaw porządku prawnego Wspólnoty.